# Jörg Zumstein

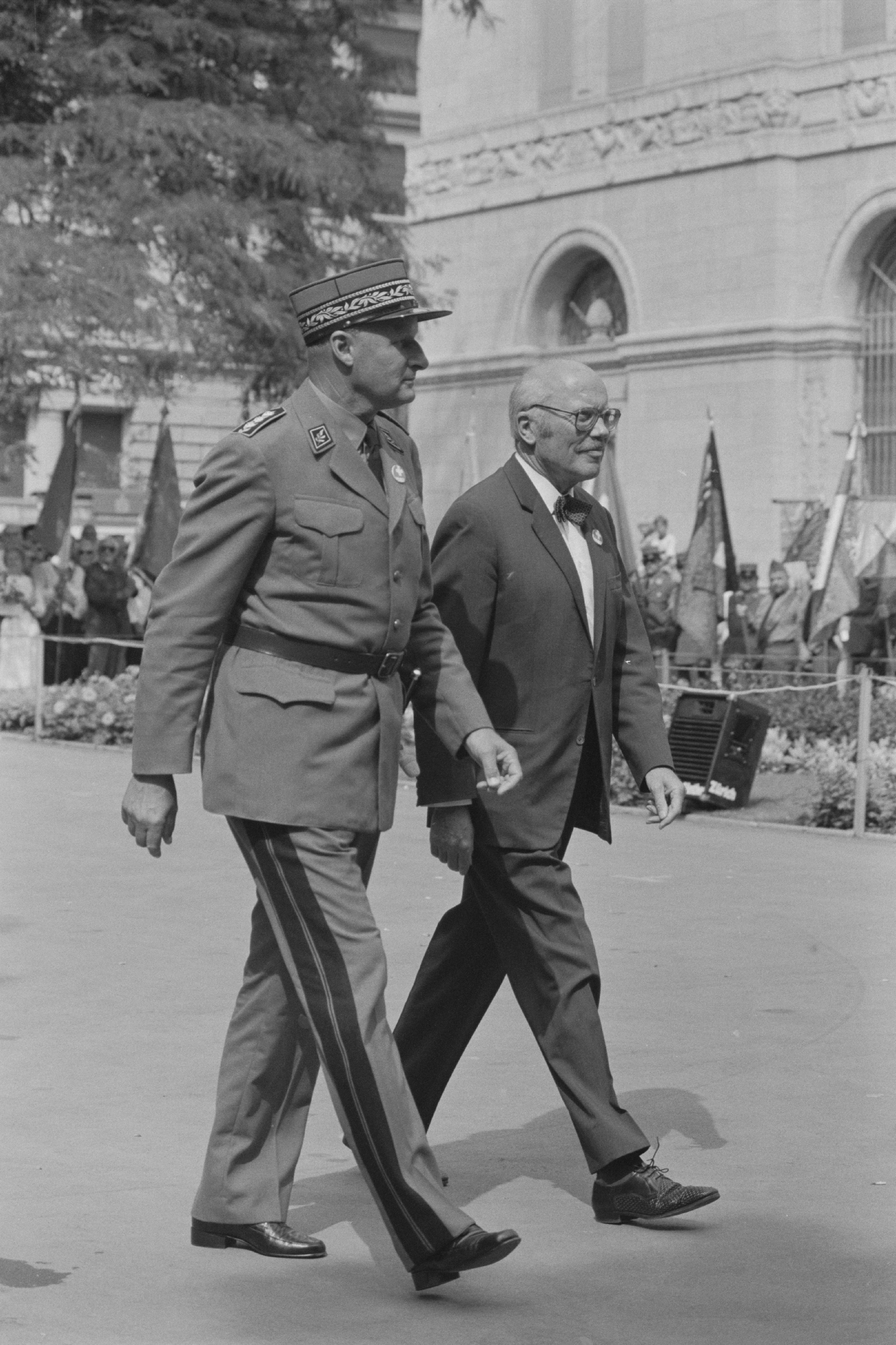
Jörg Zumstein

Jörg Zumstein (* 25. Januar 1923 in Bern; † 3. Februar 1997 in Silvaplana, Bürger von Seeberg, Kanton Bern) war Generalstabschef der Schweizer Armee von 1981 bis 1985.

## Leben
Jörg Zumstein wurde zusammen mit seinem Zwillingsbruder Peter geboren. Sein Vater Hans Zumstein war Inhaber der Zündholzfabrik Düdingen, seine Mutter Gertrud war eine Arzttochter aus Wimmis. 
Die Primarschule besuchte Jörg Zumstein in Spiez, danach in Freiburg im Üechtland. Dort absolvierte er auch das Gymnasium und schliesslich sein Studium der Volkswirtschaftslehre. Er schrieb seine Doktorarbeit in Betriebswirtschaftslehre über das Thema des Werkmeisters im Betrieb.
1951 heiratete er Adrienne Bird aus Liverpool. Der Ehe entsprossen zwei Söhne und vier Töchter.

## Militärische Laufbahn
- 1964 Abkommandierung an die britische Infanterieschule in Warminster
- 1965 Stabschef der Felddivision 3
- 1972–1977 Kommandant der Felddivision 3
- 1978–1980 Kommandant des Feldarmeekorps 2
- 1981–1985 Generalstabschef der Schweizer Armee

Militärischer Grad: Korpskommandant (Lieutenant General)

## Werke
- Jörg Zumstein im Gespräch mit Peter Amstutz: Die Armee und die Schweiz. Verlag Martin Michel AG, Freiburg 1985